# Mecistocephalus cephalotes
Mecistocephalus cephalotes är en mångfotingart som beskrevs av Frederik Vilhelm August Meinert 1870. Mecistocephalus cephalotes ingår i släktet Mecistocephalus och familjen storhuvudjordkrypare.
Artens utbredningsområde är Vietnam. Inga underarter finns listade i Catalogue of Life.